# Alberto Oliart
Alberto Carlos Oliart Saussol, né le 29 juillet 1928 à Mérida et mort le 13 février 2021 à Madrid, est un homme politique espagnol.

## Biographie

### Vie professionnelle
Alberto Oliart obtient en 1950 une licence en droit à l'université de Barcelone, en Espagne. Il passe avec succès le concours du corps supérieur des avocats de l'État, trois ans plus tard. Affecté à Ciudad Real, il est muté en 1958 à la direction générale du Contentieux du ministère de la Justice.
Il est nommé chef du cabinet technique du sous-secrétaire des Finances en 1963, puis directeur administratif et financier de Renfe deux ans après. Il est promu secrétaire général en 1967. En 1968, il devient avocat de l'État près le Tribunal suprême.
Il rejoint finalement le secteur privé en 1973, comme directeur général de Banco Hispano Americano.

### Vie politique
Le 5 juillet 1977, Alberto Oliart est nommé à 48 ans ministre de l'Industrie et de l'Énergie dans le deuxième gouvernement du centriste Adolfo Suárez. Débarqué lors du remaniement ministériel du 25 février 1978, il est élu député de la Badajoz lors des élections législatives du 1er mars 1979 sur la liste de l'Union du centre démocratique (UCD), dont il n'est pas encore membre.
Il retrouve des fonctions exécutives lors du remaniement du 9 septembre 1980, devenant ministre de la Santé et de la Sécurité sociale au sein du troisième cabinet Suárez. Il adhère à l'UCD trois mois plus tard.
Après que Leopoldo Calvo-Sotelo est devenu président du gouvernement, il nomme Oliart ministre de la Défense dans son exécutif le 27 février 1981. Il échoue à se faire réélire député au cours des élections du 28 octobre 1982 et quitte le gouvernement peu après.

### Après le gouvernement
Il abandonne alors la vie politique et exerce le métier d'avocat.
Il est désigné le 24 novembre 2009 président de la Corporation Radiotélévision espagnole (RTVE) par les Cortes Generales à la suite d'un accord entre le Parti socialiste ouvrier espagnol et le Parti populaire et prend ses fonctions le surlendemain. Il démissionne le 6 juillet 2011, après que la presse a révélé qu'il a accordé un marché public à une entreprise dirigée par l'un de ses fils.
Alberto Oliart meurt le 13 février 2021 à Madrid.